# Bobcat (microarchitecture)
Pour les articles homonymes, voir Bobcat (homonymie).
Jaguar - Family 16h
Bobcat est une microarchitecture x86 basse consommation, conçue par AMD dont la commercialisation a débuté en 2011.
Cette architecture est destinée aux ordinateurs ultraportables, aux netbooks et aux nettops.

## Caractéristiques
- superscalaire symétrique deux voies (2 décodeurs, 2 ALUs, 2 FPUs)
- exécution dans le désordre
- TDP entre 1 et 10 W
- 512 Ko de cache L2
- 32 Ko de cache L1
- SSE 1, 2, 3